# Juntas de Ofensiva Nacional-Sindicalista
 (mars 2024).
Si vous disposez d'ouvrages ou d'articles de référence ou si vous connaissez des sites web de qualité traitant du thème abordé ici, merci de compléter l'article en donnant les références utiles à sa vérifiabilité et en les liant à la section « Notes et références ».
La Juntas de Ofensiva Nacional-Sindicalista (JONS) est une expression espagnole désignant « l'Union d'offensive national-syndicaliste », mouvement national-syndicaliste des années 1930 en Espagne, qui finit par être incorporé à la dictature de Francisco Franco.

## Histoire
La JONS fut fondée le 10 octobre 1931 en tant que fusion du groupe La Conquista del Estado de Ramiro Ledesma Ramos et de la Junta Castellana de Actuación Hispánica de Onésimo Redondo. La JONS était une petite organisation, au départ développée dans les cercles étudiants de Madrid ainsi que chez les ouvriers et les paysans de la région de Valladolid. Ses membres étaient appelés jonsistas.
La tête de la JONS était l'Excutif Central triumvirat.
En 1933, la JONS expérimenta une période d'expansion. L'organisation commença à publier un journal théoricien, JONS. Entre autres choses, il s'engageait à une union commerciale avec la Castille. En janvier 1933, Gutiérrez Palma organisa une section composée d'employés des transports à Valladolid. Plus tard la même année, la JONS fonda la Fondation agraire pour l'union commerciale. En six mois, 175 unions commerciales furent mises sur pied, regroupant en tout environ 3 000 membres. Cette même année, Ledesma Ramos revint d'exil du Portugal, et reprit la publication de Libertad.
La JONS connut une expansion à travers tout le pays. Le parti disposait de ses plus fervents défenseurs à Valence, Grenade, Valladolid et Saint-Jacques-de-Compostelle, tandis que des sections à Saragosse, Bilbao, Salamanque et Barcelone voyaient le jour et connaissaient d'emblée un succès fulgurant. Le parti publia un nouveau journal, Revolución à Saragosse, Unidad en Galicie, et Patria Sindicalista à Valence.

## Fusion avec la Phalange
Au conseil national de la JONS, tenu clandestinement à Madrid le 12 et 13 février 1934, l'organisation formula son intention de fusionner avec la Phalange espagnole de José Antonio Primo de Rivera. Ainsi fut créée la Falange Española de la Juntas de Ofensiva Nacional-Sindicalista, ou FE-JONS.
Trois années plus tard surviendra une autre fusion, entre la FET de las JONS ou Falange Española Tradicionalista y de las Juntas de Ofensiva Nacional Sindicalista, intégrée au Movimiento Nacional (Mouvement national, dénomination de l'appareil d'État franquiste), qui devint le seul parti politique légal sous Franco ; cette fusion englobait en outre les carlistes. Le Mouvement national fut dissous pendant la transition vers la démocratie en Espagne à la fin des années 1970.

## Idéologie
Les JONS se considéraient comme du fascisme à l'espagnole, et ont suivi la tendance fasciste en Europe, adaptant certains concepts - notamment du fascisme italien et du national-socialisme allemand - aux particularités de la société espagnole de l'époque. Si le nazisme prônait le sang aryen, le syndicalisme national a remplacé ce concept par le catholicisme. Ils prônaient l'action violente comme moyen de réaliser ce qu'ils appelaient la « révolution sociale. » Ils ont été les premiers à adopter le symbole des cinq flèches entrelacées dans un joug, ainsi que la devise «¡España una, grande y libre!» et «¡Arriba los valores hispánicos!», précurseur du «¡Arriba España!» des phalangistes.

## Sources
- La Organización Sindical Española, Escuela Sindical 1961. 1961: Madrid, pp. 33-34.